# Боброзеро
Боброзеро (вепс. Maigär′) — деревня в Ефимовском городском поселении Бокситогорского района Ленинградской области.

## История

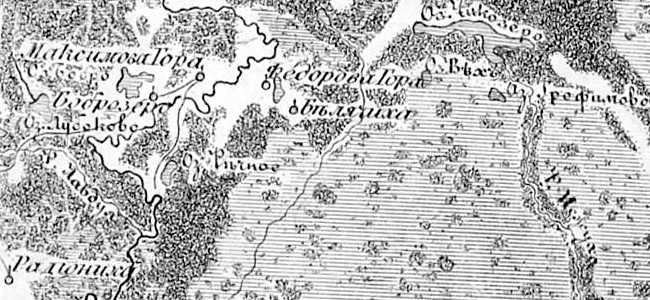
Деревня Боброзеро на семитопографической карте Новгородской губернии 1847 года

БОБРОЗЕРО — деревня Боброзерского общества, прихода Пелушского погоста. Озеро Боброзеро.

Крестьянских дворов — 29. Строений — 42, в том числе жилых — 29. Жители занимаются рубкой, возкой и сплавом леса.

Число жителей по семейным спискам 1879 г.: 57 м. п., 71 ж. п.; по приходским сведениям 1879 г.: 71 м. п., 67 ж. п.

В конце XIX — начале XX века деревня административно относилась к Борисовщинской волости 5-го земского участка 3-го стана Тихвинского уезда Новгородской губернии.

БОБРОЗЕРО — деревня Боброзерского общества, дворов — 28, жилых домов — 28, число жителей: 80 м. п., 72 ж. п.

Занятия жителей — земледелие. Озеро Боброзеро и река Лидь. Земская школа. (1910 год)

С 1917 по 1918 год деревня входила в состав Борисовщинской волости Тихвинского уезда Новгородской губернии.
С 1918 года в составе Череповецкой губернии.
С 1927 года в составе Радогощенского сельсовета Ефимовского района.
Согласно карте Ленинградской области Северо-западного аэрогеодезического треста ГГУ издания 1932 года деревня насчитывала 19 крестьянских дворов.
По данным 1933 года деревня Боброзеро входила в состав Радогощинского вепсского национального сельсовета Ефимовского района.
С 1965 года в составе Бокситогорского района.
По данным 1966, 1973 и 1990 годов деревня Боброзеро также входила в состав Радогощинского сельсовета Бокситогорского района.
В 1997 году в деревне Боброзеро Радогощинской волости проживали 52 человека, в 2002 году — 43 человека (русские — 58 %, вепсы — 40 %).
В конце 1990-х годов в деревне была выстроена деревянная церковь во имя преподобного Серафима Саровского.
В 2007 году в деревне Боброзеро Радогощинского СП было зарегистрировано 30 человек, в 2010 году — 20, в 2015 году — 26 человек.
В мае 2019 года Радогощинское сельское поселение вошло в состав Ефимовского городского поселения.

## География
Деревня расположена в северо-восточной части района на автодороге 41К-038 (Радогощь — Пелуши).
Расстояние до деревни Радогощь — 5 км.
Расстояние до ближайшей железнодорожной станции Ефимовская — 57 км.
Деревня находится на южном берегу озера Боброзеро, через деревню протекает река Лидь.

## Демография
| 1997 | 2002 | 2007 | 2010 | 2017 |
| ---- | ---- | ---- | ---- | ---- |
| 52   | ↘43  | ↘30  | ↘20  | ↗23  |

### Национальный состав
Согласно данным Всероссийской переписи населения 2021 года в деревне проживали 16 человек, из них:
 вепсы — 9, русские — 4, армяне — 2, украинцы — 1 человек.

## Инфраструктура
На 1 января 2015 года в деревне было зарегистрировано 12 домохозяйств, в которых постоянно проживал 21 человек.
На 1 января 2016 года в деревне зарегистрировано 10 домохозяйств, в которых постоянно проживают 20 человек.
На 1 января 2017 года в деревне также было зарегистрировано: домохозяйств — 10, проживающих постоянно — 20 человек.